# Конвой O-604 (липень 1943)
Конвой O-604 (липень 1943 року) — японський конвой часів Другої світової війни, проведення якого відбувалось у липні — серпні 1943 року.
Конвой сформували на острові Нова Британія в Рабаулі — головній передовій базі японців в архіпелазі Бісмарка, з якої провадились операції на Соломонових островах та сході Нової Гвінеї. Його завданням було повернення групи транспортних суден до Палау (важливий транспортний хаб на заході Каролінських островів).
До складу конвою О-604 увійшли судно-носій десантних засобів «Нігіцу-Мару», транспорти «Хокко-Мару», «Токо-Мару», «Канаямасан-Мару», «Рйойо-Мару» (Ryoyo Maru) та ще одне неідентифіковане судно. Ескорт складався із мисливців за підводними човнами CH-16 та CH-17.
Невдовзі після опівдня 26 липня 1943 року судна вийшли з Рабаула та попрямували на північний захід. У цей період конвої до чи з архіпелагу Бісмарка ще не стали об'єктами атак американської авіації, проте серйозну загрозу для них становили підводні човни. Утім, конвой О-604 зміг безперешкодно пройти по своєму маршруту та 2 серпня 1943 року прибув до Палау.
Можливо відзначити, що через кілька місяців після того, у січні 1944 року, між Рабаулом та Палау пройде ще один конвой з ідентифікатором O-604.